# Dil Aashna Hai

Dil Aashna Hai est un film indien réalisé par Hema Malini, sorti en 1992.

## Synopsis
Leila est une danseuse de cabaret géré par Digvijay Singh, et qui a été élevée dans une maison close.
Un soir qu’elle danse, le fils de Digvijay Singh, Karan, tombe amoureux d’elle. Ce même soir, Leila apprend de sa mère mourante qu’elle n’est pas sa vraie mère.
Aidée de Karan, elle recherche activement sa vraie mère. C’est ainsi qu’elle retrouve Razia, la femme qui l’a apportée à l’orphelinat. Elle lui raconte son histoire.
18 ans auparavant 3 amies étudiantes sont toutes trois amoureuses et ont chacune une liaison avec leur amoureux. Et lorsque l’une d’entre elles tombe enceinte, elles se sentent toutes les trois mères de l’enfant. Parce qu’elles n’ont pas de situation, elles confient temporairement l’enfant à l’orphelinat. Mais l’enfant est enlevé.
Leila ne sait toujours pas qui est sa mère. 18 ans après, les trois amies sont devenues des personnalités. Leila décide de les rencontrer tour à tour. Mais qui osera révéler la vérité et dire qu’elle est la véritable mère d’une danseuse de cabaret ?

## Fiche technique
- Titre : Dil Aashna Hai
- Réalisateur : Hema Malini
- Pays : Inde
- Année : 1992
- Genre : Comédie/Dramatique
- Compositeur : Anand-Milind
- Durée : 164 minutes
- Date de sortie : 23 octobre 1992

## Distribution
- Shahrukh Khan : Karan
- Divya Bharti : Laila